# Das Schwiegermonster
Das Schwiegermonster (Originaltitel: Monster-in-Law) ist eine US-amerikanische Filmkomödie von Robert Luketic aus dem Jahr 2005.

## Handlung
Charlotte Cantilini, genannt Charlie, hat kein geregeltes Leben und verdient sich ihr Geld mit diversen Gelegenheitsjobs. Sie arbeitet unter anderem in einer Arztpraxis, als freischaffende Künstlerin und als Hundesitterin. Dabei trifft sie eines Tages ihren Traummann, doch angeblich ist er schwul. Bei einem Spaziergang am Strand stellt sich jedoch heraus, dass das Gerücht nicht stimmt. Kevin ist nicht nur ein angesehener Chirurg, sondern auch noch Single. Dem Glück des jungen Paares steht nur ein Problem im Weg: Kevins Mutter.
Viola ist eine berühmte Fernsehmoderatorin, die in ihrer Talkshow unter anderem bereits den Dalai Lama interviewen durfte. Dann erfährt sie überraschend, dass der Sender sie entlässt, weil er ein jüngeres Publikum für die Show gewinnen will. Was das bedeutet, wird in ihrer letzten Sendung deutlich. Als Gast hat ihr die Redaktion einen Teenie-Pop-Star vorgesetzt, der weder Interesse an ernsthaften Themen wie Politik noch für das Weltgeschehen zeigt. Die Moderatorin kann die Ignoranz des jungen Teenie-Stars nicht weiter ertragen und verliert ihre bisherige professionelle Selbstbeherrschung, bis sie schließlich sogar einen Nervenzusammenbruch vor laufender Kamera erleidet.
Viola wird daraufhin in die Psychiatrie eingeliefert. Als sie einige Monate später wieder entlassen wird, erwartet sie der nächste Schock: Ihr Sohn will eine einfache Frau heiraten, die weder Geld hat noch aus der High Society stammt. Bei der ersten Begegnung mit der Schwiegermutter in spe macht Kevin Charlie einen Heiratsantrag, obwohl Violas Assistentin Ruby ihn aufgrund des weiterhin instabilen Zustands der Hausherrin vor diesem Schritt gewarnt hatte.
Die Mutter ertränkt ihren Frust im Alkohol und fasst den Plan, die Hochzeit mit allen Mitteln zu verhindern. Ruby soll negative Inhalte aus Charlies Lebensgeschichte ermitteln, aber sie findet nichts, weder Vorstrafen noch Schulden oder schlechte Noten. Viola veranstaltet eine vornehme Party, bei der sie Charlie bloßstellen will, damit ihre potentielle Schwiegertochter erkennt, dass sie nicht in ihre Welt passt. Charlie zerreißt ein zu enges Kleid, das Viola für sie besorgt hat, und sieht dann auch noch, wie Kevin seine Ex-Freundin Fiona küsst. Aber die Beziehung zerbricht nicht.
Viola plant jedoch schon den nächsten Angriff. Sie lädt Charlie zum Essen ein und nervt sie mit übertriebenen Plänen für die Hochzeit. Als Charlie alles ablehnt, simuliert Viola einen Schwächeanfall und lässt sich in die Klinik einliefern. Der angebliche Psychiater Dr. Chamberlain rät dem jungen Paar, die Mutter bei sich zu Hause aufzunehmen. Dort sorgt Viola dafür, dass Charlie keine ruhige Nacht mehr verbringen kann. Sie heult wie ein kleines Kind und bittet Charlie, zu ihr ins Bett zu kommen, um dort zu schlafen. Am nächsten Abend serviert sie ihr ein ungenießbares Essen und fragt sie aus, angeblich wegen einer Änderung des Testaments. Später nervt sie Charlie auch noch beim Fernsehen. Als Charlie in der Badewanne mit Kevin telefoniert, nimmt Viola ihr das Telefon weg und erzählt Kevin, dass sie in ein Haus in der Nachbarschaft einziehen will.
Bei einem Treffen mit ihren Freunden Remy und Morgan erfährt Charlie von Violas rücksichtslosen Nachforschungen. Sie beschließt, sich an Viola zu rächen. Sie kommt dahinter, dass es sich bei den angeblichen Psychopharmaka um harmlose Vitamintabletten handelt und Dr. Chamberlain kein Arzt ist. Als die angeblich kranke Mutter nach Hause kommt, wird sie von Charlies Hunden empfangen. Zum Abendessen serviert Charlie ihr echte Beruhigungstabletten, so dass Viola mit dem Gesicht auf dem Teller landet. Ruby scheint es zu gefallen.
Bei einem gemeinsamen Essen mit Kevin bittet Charlie Viola, ihre Brautjungfer zu werden, und gibt ihr ein hässliches Kleid. Nachdem sie ihren zukünftigen Gatten weggeschickt hat, beginnt Charlie ein Streitgespräch.
Beim Festessen vor der Hochzeit überraschen sich die beiden Frauen gegenseitig mit den Überraschungsgästen, Dr. Chamberlain und Fiona. Viola mischt Nüsse in die Sauce. Da Charlie dagegen allergisch ist, schwellen ihre Lippen deutlich an.
Zur Hochzeitsfeier erscheint ein Gast, der noch schlimmer ist als die beiden streitenden Frauen: Violas Schwiegermutter Gertrude. Die alte Frau geht bei ihren Aussagen noch weiter als das „Schwiegermonster“ und bringt Viola in Verlegenheit, als diese sich wieder einmal mit Charlie streitet. Violas Mann sei aus „unheilbarer Enttäuschung“ gestorben. Nach diesem Erlebnis will Charlie die Hochzeit im letzten Moment noch absagen. Kurz bevor sie das Kevin sagen kann, schreitet Viola ein und sorgt für Frieden. Nachdem die beiden Frauen einige Regeln abgesprochen haben, kann die Hochzeit doch noch stattfinden.

## Synchronisation
| Rolle                         | Schauspieler   | Synchronsprecher     |
| ----------------------------- | -------------- | -------------------- |
| Charlotte 'Charlie' Cantilini | Jennifer Lopez | Natascha Geisler     |
| Viola Fields                  | Jane Fonda     | Judy Winter          |
| Dr. Kevin Fields              | Michael Vartan | David Nathan         |
| Ruby                          | Wanda Sykes    | Heidrun Bartholomäus |
| Remy                          | Adam Scott     | Norman Matt          |
| Morgan                        | Annie Parisse  | Gundi Eberhard       |
| Fiona                         | Monet Mazur    | Melanie Pukaß        |
| Gertrude                      | Elaine Stritch | Gisela Fritsch       |
| Kitt                          | Will Arnett    | Peter Reinhardt      |
| Dr. Chamberlain               | Stephen Dunham | Stefan Staudinger    |

## Ausstrahlung in Deutschland
Die deutsche Free-TV Premiere erfolgte am 21. Januar 2008 zur Primetime auf Sat.1. Diese erreichte in der werberelevanten Zielgruppe 23,9 Prozent Marktanteil durch 3,32 Millionen Zuschauer. Insgesamt sahen 5,31 Millionen Zuschauer den Film (16,2 Prozent Marktanteil).

## Kritiken
Roger Ebert schrieb in der Chicago Sun-Times vom 12. Mai 2005, er bewundere sowohl Jennifer Lopez als auch Jane Fonda und habe deshalb versucht, deren Präsenz zu genießen und den Film zu ignorieren. Dies sei ihm nicht gelungen. Er habe den Film „gehasst“. Ebert spottete, Das Schwiegermonster sei nicht interessanter als „eine Dokumentation über die Darsteller beim Mittagessen“.

„Romantische Komödie ohne Dialogwitz, die das Staraufgebot unter Wert verkauft und das Potenzial der Geschichte an überdrehte Clownerien verschenkt.“

## Erwähnenswertes
Die Produktionskosten des Films betrugen 43 Millionen US-Dollar, das weltweite Einspielergebnis rund 155 Millionen US-Dollar.

## Auszeichnungen
- Nominierung für die „Goldene Himbeere“ für Jennifer Lopez
- Die Deutsche Film- und Medienbewertung FBW in Wiesbaden verlieh dem Film das Prädikat „wertvoll“.